# Karolin (stacja metra)
Karolin – budowana stacja drugiej linii metra w Warszawie, znajdująca się przy skrzyżowaniu ulic Sochaczewskiej i Połczyńskiej na osiedlu Karolin w dzielnicy Bemowo.

## Opis
Umowę na budowę stacji podpisano w 2018 roku. W grudniu 2020 roku wykonawca (spółka Gülermak) wystąpił do wojewody mazowieckiego z wnioskiem o pozwolenie na budowę. Na początku stycznia 2021 r. przedstawiono wizualizacje okolicy stacji; koncepcja obejmowała możliwość przesiadek do autobusów dalekobieżnych, podmiejskich i miejskich, pętlę autobusową i parking Park&Ride. Prace przygotowawcze do budowy stacji rozpoczęły się w grudniu 2022 roku, po osiągnięciu przez miasto porozumienia ze spółką Gülermak co do kontynuowania budowy II linii metra na Bemowie.